# Carlotta Walls LaNier
Carlotta Walls LaNier (Little Rock, 18 dicembre 1942) è un'attivista statunitense.
Era la più giovane dei Little Rock Nine, un gruppo di studenti afroamericani che nel 1957 furono i primi studenti neri a frequentare le classi della Little Rock Central High School a Little Rock, Arkansas. È stata la prima donna nera a laurearsi al Central High School. Nel 1999, LaNier e gli altri dei Little Rock Nine hanno ricevuto la medaglia d'oro del Congresso dal Presidente degli Stati Uniti d'America Bill Clinton.

## Biografia

### Infanzia e istruzione
Carlotta Walls LaNier è nata nel 1942 a Little Rock da Juanita e Cartelyou Walls. Cartelyou era un muratore e un veterano della seconda guerra mondiale, mentre Juanita era segretaria dell'Ufficio per l'edilizia popolare. Cartelyou è morto nel 1976 a causa della leucemia.
Carlotta ha frequentato inizialmente il Dunbar Junior High School, una scuola segregata a Little Rock. Tuttavia, dopo il diploma, si offrì di essere una delle prime afroamericane a frequentare il Central High School. Ha sposato Ira (Ike) LaNier nel 1968 con il quale ha avuto due figli, Whitney e Brooke. Ha una nipote e un nipote. Attualmente risiede in Englewood, in Colorado.

### Desegregazione
Il 4 settembre 1957, i Little Rock Nove fecero un tentativo fallito di entrare nel Central High School, che era stato segregata. La Guardia Nazionale dell'Arkansas, su ordine del governatore, e una folla arrabbiata di circa 400 persone hanno circondato la scuola e impedito loro di entrare. Il 23 settembre 1957, una folla di circa 1000 persone circondò nuovamente la scuola mentre gli studenti tentavano di entrare. Il giorno seguente, il presidente Dwight Eisenhower prese il controllo della Guardia Nazionale dell'Arkansas dal governatore e mandò i soldati ad accompagnare gli studenti a scuola per proteggerli. I soldati sono stati schierati a scuola per tutto l'anno scolastico, anche se non sono stati in grado di prevenire episodi di violenza contro il gruppo all'interno della scuola.
Nel 1958, Carlotta e il resto dei Little Rock Nove sono stati premiati con la medaglia Spingarn dalla National Association for the Advancement of Colored People (NAACP). Tuttavia, la crisi ha portato alla chiusura di tutte le scuole superiori di Little Rock durante quell'anno. Nonostante questo, Carlotta tornò a Central High nel 1959 e si laureò nel 1960.

## Scuola e carriera
Dopo la sua laurea al Central High nel 1960, Walls frequentò l'Università Statale del Michigan per due anni. Tuttavia, suo padre non riuscì a trovare un lavoro a causa della crisi e si trasferirono a Denver, in Colorado. Walls si è laureata presso lo State College del Colorado (ora University of Northern Colorado) e ha iniziato a lavorare presso la YWCA come amministratrice di programmi per gli adolescenti. Nel 1977 fonda LaNier and Company, una società di intermediazione immobiliare.
Da oltre 30 anni LaNier è una broker immobiliare professionale. Attualmente sta lavorando con Brokers Guild-Cherry Creek Ltd. e in precedenza ha lavorato con Prudential Colorado Real Estate. È membro di Metrolist, Inc.

## Premi e riconoscimenti
LaNier e i Little Rock Nine hanno ricevuto numerosi premi e riconoscimenti, tra cui la prestigiosa medaglia Spingarn dalla National Association for the Advancement of Colored People nel 1958, e il più alto premio civile degli USA, la medaglia d'oro al Congresso, che le è stata conferita nel 1999 dal Presidente Bill Clinton. Altri prestigiosi riconoscimenti sono il Pierre Marquette Award e recentemente il Lincoln Leadership Prize della Abraham Lincoln Library Foundation. È stata membro della Urban League e del NAACP ed è attualmente presidente della Little Rock Nine Foundation, un'organizzazione di borse di studio che si occupa di garantire pari accesso all'istruzione agli afroamericani. Ha lavorato come fiduciaria per la University of Northern Colorado di Denver e per l'University of Northern Colorado.
LaNier è stata nominata "Woman of Distinction" dalle Girl Scout nel 2000, ed è stata introdotta nella Colorado Women's Hall of Fame nel 2004. È stata inserita nella National Women's Hall of Fame nell'ottobre 2015. Ha ricevuto il National Shining Star Award da NOBEL/Women (Organizzazione Nazionale delle Donne Nere Elette Legislative).

## Opere
- Carlotta Walls LaNier, A Mighty Long Way: My Journey to Justice at Little Rock Central High School, One World, 2009, ISBN 978-0-345-51100-3, OCLC 426390698.